# Doppelsöldner

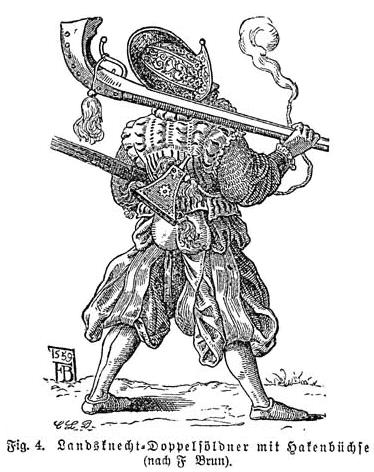
Un Doppelsöldner con archibugio.

Il Doppelsöldner o Doppelsoldner (lett. Doppio mercenario o Doppio soldo) erano Lanzichenecchi che apparvero dal XVI secolo, in Germania, erano addestrati a combattere in prima linea o in zone considerate "ad alto pericolo", affrontando quindi un rischio extra, contraccambiato da una paga doppia. Le statistiche dicevano che circa un Lanzichenecco su quattro era un Doppelsöldner. La quasi totalità dei tiratori (balestrieri, archibugieri, e schiopettieri) era doppelsoldner, lo erano molti fra gli Alabardieri (o armi in asta in genere ma non i picchieri) e fra i rotellieri (dal nome dello scudo) e coloro che coprivano i fianchi delle formazioni di picchieri. Coloro che portavano i suoni (musici) e gli stendardi erano doppelsoldner e spesso avevano una guardia personale.
I Lanzichenecchi addestrati all'uso della Zweihänder (lett. "due-mani"), un grande spadone a due mani, avevano il diritto alla paga doppia, e quindi qualificati come Doppelsöldner. La gilda di scherma Fratellanza di San Marco aveva il monopolio sull'uso della Zweihänder dopo che Federico III d'Asburgo glielo garantì nel 1487. 
La Zweihänder venne largamente usata dai Doppelsöldner per rompere formazioni di picchieri, specialmente picchieri svizzeri, oscillando la spada in modo da rompere le picche o per scansare le picche e colpire il picchiere direttamente. L'efficacia di questa tecnica è ancora disputata, ma come leggenda nasce alla fine del XVII secolo.
I costumi dei soldati dell'epoca erano stravaganti, e i Doppelsöldner non facevano eccezione, vestivano pantaloni a righe, maniche a sbuffo, grandi cappelli decorati con piume, e armature di grande fattura, dalle molte decorazioni.